# Perizoma contrastaria
Perizoma contrastaria är en fjärilsart som beskrevs av Sterneck 1931. Perizoma contrastaria ingår i släktet Perizoma och familjen mätare. Inga underarter finns listade i Catalogue of Life.